# 黑田夏子
黑田夏子（日语：黒田夏子，1937年3月23日—），日本小說家，出生於日本赤坂。

## 生平
黑田夏子畢業於早稻田大學教育系後一直在橫須賀從事日語教師和校稿工作，1963年推出處女作《毬》，入選讀賣新聞的短篇小說獎，其後繼續寫作。
2013年，黑田夏子憑《abSANGO》獲得第148回芥川龍之介獎，以75歲9個月的高齡成為最年長的芥川獎得獎者。

## 著書
- 累成体明寂（2010年12月 審美社）ISBN 978-4788331365
- abさんご（2013年1月 文藝春秋）ISBN 978-4163820002
- 感受体のおどり（2013年12月 文藝春秋）ISBN 978-4163828404